# Cypripedium andrewsii
Cypripedium andrewsii är en orkidéart som beskrevs av Albert Morse Fuller. Cypripedium andrewsii ingår i släktet guckuskor, och familjen orkidéer. Inga underarter finns listade i Catalogue of Life.